# Swarming
O enxame (em inglês: Swarming) é um tipo de estratégia aplicável em todos os tipos de conflitos, como conflitos militares convencionais, guerra cibernética, guerra em rede, etc. Nesse tipo de conflito, o inimigo é atacado por meio da convergência de ataques de várias unidades autônomas ou semiautônomas em um alvo (multiagentes), e esses ataques podem assumir diversas formas (multicanais). Aspectos importantes nesta estratégia são a mobilidade, o reagrupamento, a comunicação, a autonomia da unidade e a coordenação / sincronização das suas atividades. Este último pode ser de vital importância para evitar o fogo amigo e conseguir uma aplicação esmagadora de força.
O enxame viola física e psicologicamente a vítima, confundindo sua percepção do número de participantes no ataque. Por um lado, o inimigo parece estar em toda parte, mas, por outro lado, só é visto em pequena quantidade, o que leva a vítima a subestimar ou superestimar o tamanho do adversário. Não é necessário usar as tecnologias mais recentes para ter sucesso com uma estratégia de enxameação.